# E592
E592 eller Europaväg 592 är en europaväg som går mellan Krasnodar och Dzubga i Ryssland. Längd 120 km.

## Sträckning
Krasnodar - Dzubga
Dzubga ligger vid Svarta Havet.

## Standard
Vägen är landsväg hela sträckan. 

## Anslutningar till andra europavägar
- E115
- E97